# Крестовый шоколадный гурами
Крестовый шоколадный гурами (лат. Sphaerichthys selatanensis) — вид лабиринтовых рыб из семейства макроподовые (Osphronemidae). Относится к распространённым аквариумным рыбкам. Обитает на Борнео. До 1979 г. считалась подвидом Sphaerichthys osphromenoides. Икру откладывает на камень, после чего инкубирует во рту (самец или оба производителя), количество икринок небольшое — 20-40 шт. Время инкубации — 14 суток. Рыбка мирная, нужны спокойные соседи.

## Отличительные черты
Тело шоколадно-коричневого до слабого красно-коричневого цвета. Он темнее Sphaerichthys osphromenoides и имеет 5 поперечных и 2 продольные светлые полосы, а также светлый низ и красноватый анальный плавник. Достигает длины 5 см. Тело умеренно вытянуто в длину, немного высокое, уплощено с боков. Спинной и анальный плавники длинные и простираются до хвостового плавника. У самца края анального и спинного плавников заострены и имеют красную окантовку.

## Содержание
Сложная в содержании рыбка.
- минимальный объем аквариума 40 литров
- кислотная реакция воды PH = 6.5
- постоянная жесткость воды GH = 3.0
- температура воды T =28
- живой корм
- неяркое освещение
- коряги и плавающие растения с длинными корнями
- чистая вода с хорошей фильтрацией[1]